# 2.ª Divisão da AF Porto
A 2.ª Divisão da AF Porto foi uma divisão distrital extinta em 2024, foi o quarto escalão distrital ente as épocas de 2013–14 e 2023–24, terceiro escalão entre as épocas de 1992–93 e 2012–13 e o segundo escalão entre 1935–36 e 1991–92.

## Vencedores

### Por época

#### 2ª Divisão - 4º Escalão distrital de 2013–14 até 2023–24
| Época   | Vencedor                                               |
| ------- | ------------------------------------------------------ |
| 2023–24 | SC Freamunde                                           |
| 2022–23 | SC Salgueiros 'B'                                      |
| 2021–22 | ADR Pasteleira                                         |
| 2020–21 | CD Aves 1930                                           |
| 2019–20 | Série 1 - Mocidade Sangemil AC Série 2 - FC Nespereira |
| 2018–19 | GDC Ferreira                                           |
| 2017–18 | Inter Milheirós FC                                     |
| 2016–17 | SC Salvadorense                                        |
| 2015–16 | AD Lousada                                             |
| 2014–15 | Aparecida FC                                           |
| 2013–14 | Ermesinde SC 1936                                      |

#### 2ª Divisão - 3º Escalão distrital de 1992–93 até 2012–13
| Época   | Vencedor                    |
| ------- | --------------------------- |
| 2012–13 | CF Canelas 2010             |
| 2011–12 | Valadares Gaia FC           |
| 2010–11 | Não atribuído               |
| 2009–10 | FC Foz                      |
| 2008–09 | SC Salgueiros               |
| 2007–08 | UJ Zezerense                |
| 2006–07 | UD Lavrense                 |
| 2005–06 | CF Serzedo                  |
| 2004–05 | Folgosa da Maia FC          |
| 2003–04 | Desportivo de Leça do Balio |
| 2002–03 | AA São Pedro de Rates       |
| 2001–02 | SC Canidelo                 |
| 2000–01 | AC Bougadense               |
| 1999–00 | ADR Pasteleira (2)          |
| 1998–99 | SC Campo                    |
| 1997–98 | SC Arcozelo                 |
| 1996–97 | FC Vilarinho                |
| 1995–96 | URCD Regilde                |
| 1994–95 | ACD Mindelo                 |
| 1993–94 | ADR Pasteleira              |
| 1992–93 | Gatões FC                   |

#### 2ª Divisão - 2º Escalão distrital de 1935–36 até 1992–93
| Época   | Vencedor                  |
| ------- | ------------------------- |
| 1991–92 | SC Campo                  |
| 1990–91 | Caíde de Rei SC           |
| 1989–90 | Gondomar SC               |
| 1988–89 | FC Perafita               |
| 1987–88 | Ramaldense FC (5)         |
| 1986–87 | União Nogueirense FC      |
| 1985–86 | SC Os Dragões Sandinenses |
| 1984–85 | Aliados FC Lordelo (2)    |
| 1983–84 | FC Pedras Rubras (2)      |
| 1982–83 | SC Arcozelo               |
| 1981–82 | CF Oliveira do Douro      |
| 1980–81 | Sport Progresso           |
| 1979–80 | SC Castêlo da Maia        |
| 1978–79 | Custóias FC               |
| 1977–78 | CD Trofense               |
| 1976–77 | SC Coimbrões (2)          |
| 1975–76 | FC Crestuma               |
| 1974–75 | FC Lixa                   |
| 1973–74 | UD Valonguense            |
| 1972–73 | Valadares Gaia FC         |
| 1971–72 | FC Pedras Rubras          |
| 1970–71 | CF Perosinho              |
| 1969–70 | SC Coimbrões              |
| 1968–69 | Aliados FC Lordelo        |
| 1967–68 | FC Paços de Ferreira      |
| 1966–67 | CF Serzedo                |
| 1965–66 | FC Felgueiras             |
| 1964–65 | CD Candal (2)             |
| 1963–64 | Amarante FC               |
| 1962–63 | CD Aves                   |
| 1961–62 | SC Coimbrões              |
| 1960–61 | -                         |
| 1959–60 | -                         |
| 1958–59 | SC Freamunde              |
| 1957–58 | USC Paredes               |
| 1956–57 | FC Penafiel               |
| 1955–56 | Varzim SC (2)             |
| 1954–55 | Pedrouços AC              |
| 1953–54 | Vilanovense FC (2)        |
| 1952–53 | -                         |
| 1951–52 | -                         |
| 1950–51 | -                         |
| 1949–50 | Varzim SC                 |
| 1948–49 | FC Infesta                |
| 1947–48 | FC Tirsense               |
| 1946–47 | Ermesinde SC              |
| 1945–46 | Académico FC              |
| 1944–45 | -                         |
| 1943–44 | Ramaldense FC (4)         |
| 1942–43 | Vilanovense FC            |
| 1941–42 | Ramaldense FC (3)         |
| 1940–41 | CD Candal                 |
| 1939–40 | Ramaldense FC (2)         |
| 1938–39 | Ramaldense FC             |
| 1937–38 | -                         |
| 1936–37 | -                         |
| 1935–36 | Leça FC                   |

### Por clube

#### 2ª Divisão - 4º Escalão distrital de 2013–14 até 2023–24
| Clube                | Venceu | Época(s) |
| -------------------- | ------ | -------- |
| Ermesinde SC 1936    | 1      | 2013–14  |
| Aparecida FC         | 1      | 2014–15  |
| AD Lousada           | 1      | 2015–16  |
| SC Salvadorense      | 1      | 2016–17  |
| Inter Milheirós FC   | 1      | 2017–18  |
| GDC Ferreira         | 1      | 2018–19  |
| FC Nespereira        | 1      | 2019–20  |
| Mocidade Sangemil AC | 1      | 2019–20  |
| CD Aves 1930         | 1      | 2020–21  |
| ADR Pasteleira       | 1      | 2021–22  |
| SC Salgueiros 'B'    | 1      | 2022–23  |
| SC Freamunde         | 1      | 2023–24  |

#### 2ª Divisão - 3º Escalão distrital de 1992–93 até 2012–13
| Clube                       | Venceu | Época(s)          |
| --------------------------- | ------ | ----------------- |
| ADR Pasteleira              | 2      | 1993–94 e 1999–00 |
| Gatões FC                   | 1      | 1992–93           |
| ACD Mindelo                 | 1      | 1994–95           |
| URCD Regilde                | 1      | 1995–96           |
| FC Vilarinho                | 1      | 1996–97           |
| SC Arcozelo                 | 1      | 1997–98           |
| SC Campo                    | 1      | 1998–99           |
| AC Bougadense               | 1      | 2000–01           |
| SC Canidelo                 | 1      | 2001–02           |
| AA São Pedro de Rates       | 1      | 2002–03           |
| Desportivo de Leça do Balio | 1      | 2003–04           |
| Folgosa da Maia FC          | 1      | 2004–05           |
| CF Serzedo                  | 1      | 2005–06           |
| UD Lavrense                 | 1      | 2006–07           |
| UJ Zezerense                | 1      | 2007–08           |
| SC Salgueiros               | 1      | 2008–09           |
| FC Foz                      | 1      | 2009–10           |
| Valadares Gaia FC           | 1      | 2011–12           |
| CF Canelas 2010             | 1      | 2012–13           |

#### 2ª Divisão - 2º Escalão distrital de 1935–36 até 1992–93
| Clube                     | Venceu | Época(s)                                     |
| ------------------------- | ------ | -------------------------------------------- |
| Ramaldense FC             | 5      | 1938–39, 1939–40, 1941–42, 1943–44 e 1987–88 |
| CD Candal                 | 2      | 1940–41 e 1964–65                            |
| Vilanovense FC            | 2      | 1942–43 e 1953–54                            |
| Varzim SC                 | 2      | 1949–50 e 1955–56                            |
| Aliados FC Lordelo        | 2      | 1968–69 e 1984–85                            |
| SC Coimbrões              | 2      | 1969–70 e 1976–77                            |
| FC Pedras Rubras          | 2      | 1971–72 e 1983–84                            |
| Leça FC                   | 1      | 1935–36                                      |
| Académico FC              | 1      | 1945–46                                      |
| Ermesinde SC              | 1      | 1946–47                                      |
| FC Tirsense               | 1      | 1947–48                                      |
| FC Infesta                | 1      | 1948–49                                      |
| Pedrouços AC              | 1      | 1954–55                                      |
| FC Penafiel               | 1      | 1956–57                                      |
| USC Paredes               | 1      | 1957–58                                      |
| SC Freamunde              | 1      | 1958-59                                      |
| SC Coimbrões              | 1      | 1961–62                                      |
| CD Aves                   | 1      | 1962–63                                      |
| Amarante FC               | 1      | 1963–64                                      |
| FC Felgueiras             | 1      | 1965–66                                      |
| CF Serzedo                | 1      | 1966–67                                      |
| FC Paços de Ferreira      | 1      | 1967–68                                      |
| CF Perosinho              | 1      | 1970–71                                      |
| Valadares Gaia FC         | 1      | 1972–73                                      |
| UD Valonguense            | 1      | 1973–74                                      |
| FC Lixa                   | 1      | 1974–75                                      |
| FC Crestuma               | 1      | 1975–76                                      |
| CD Trofense               | 1      | 1977–78                                      |
| Custóias FC               | 1      | 1978–79                                      |
| SC Castêlo da Maia        | 1      | 1979–80                                      |
| Sport Progresso           | 1      | 1980–81                                      |
| CF Oliveira do Douro      | 1      | 1981–82                                      |
| SC Arcozelo               | 1      | 1982–83                                      |
| SC Os Dragões Sandinenses | 1      | 1985–86                                      |
| União Nogueirense FC      | 1      | 1986–87                                      |
| FC Perafita               | 1      | 1988–89                                      |
| Gondomar SC               | 1      | 1989–90                                      |
| Caíde de Rei SC           | 1      | 1990–91                                      |
| SC Campo                  | 1      | 1991–92                                      |

Ref.: 